# NGC 3450
NGC 3450 é uma galáxia espiral barrada (SBb) localizada na direcção da constelação de Hydra. Possui uma declinação de -20° 50' 56" e uma ascensão recta de 10 horas, 48 minutos e 03,5 segundos.
A galáxia NGC 3450 foi descoberta em 22 de Março de 1835 por John Herschel.